# لیبنیکوویتسه
لیبنیکوویتسه (به چکی: Libníkovice) یک منطقهٔ مسکونی در جمهوری چک است که در ناحیه هرادتس کرالووه واقع شده‌است. لیبنیکوویتسه ۱۴۱ نفر جمعیت دارد.